# Стона лампа
Стона лампа је лампа која стоји на столу, ноћном сточићу или витрини, и служи за читање, писање, рад и/или расвету. Стоне лампе могу бити различитих дизајна, јачине и цене, али заједничко им је да пружају осветљење и угодну атмосферу у соби.
Опремљене су стабилним постољем, електричним каблом са прекидачем за паљење/гашење, а неретко и са регулатором јачине светлости.  Стоне лампе за читање и рад обично имају подесив покретни носач ради подешавања и избора најбољег положаја. Висине су од 30 до 76 цм. 
За читање у кревету, стоне лампе треба да су постављене на сточићу висине приближно као душек на кревету, а лампа треба да је висине 60-68 цм.
Постоји велики избор дизајна и облика лампи, зависно од цене, стила и захтева. Поред функционалности представљају и украсни елемент у просторији.
Постоје и лампе са стезаљком, које се лако причвршћују за радни или ноћни сто, премештају и склањају по потреби, и служе углавном за читање или писање. 
Најчувеније су Тифани лампе, назване по њиховом проналазачу, које су класичног стила, са абажуром украшеним резаним стаклом различитих боја, мотива и слика.
Модерне лампе користе ЛЕД (светлеће диоде) сијалице, које штеде енергију, поуздане су, дуготрајне и имају већу ефикасност од обичне сијалице.